# Універсальна
UNIVERSALNA — українська страхова компанія, заснована у 1991 році з головним офісом у м. Київ. В 2019 стала частиною світової фінансової групи  FAIRFAX FINANCIAL HOLDINGS LIMITED. Страхова компанія UNIVERSALNA - перша приватна страхова компанія в незалежній Україні. Акціонером UNIVERSALNA є FFH Ukraine Holdings. Fairfax (Toronto, Canada) володіє 70%, European Bank for Reconstruction and Development (EBRD, the UK, London) володіє 30% капіталу компанії FFH Ukraine Holdings.
За підсумками 2023 року UNIVERSALNA є лідером ринку з добровільного медичного страхування («TOP 100. Рейтинг найбільших»). Страховій компанії UNIVERSALNA присвоєно найвищий рейтинг фінансової надійності uaААA.  Детальніше про компанію UNIVERSALNA на офіційному сайті https://universalna.com/ та у Facebook https://www.facebook.com/universalna
Під час повномасштабного вторгнення Росії в Україну, коли російські війська почали планомірно знищувати енергетичну інфраструктуру України, один з власників СК "Універсальна" - Європейський банк реконструкції і розвитку, виділив 372 мільйони гривень на відновлення енергетики України. 